# Marcus Mepstead
Marcus John Charles Mepstead (Londres, 11 de mayo de 1990) es un deportista británico que compite en esgrima, especialista en la modalidad de florete.
Ganó una medalla de plata en el Campeonato Mundial de Esgrima de 2019 y tres medallas de bronce en el Campeonato Europeo de Esgrima entre los años 2010 y 2016. En los Juegos Europeos de Bakú 2015 obtuvo una medalla de oro en la prueba por equipos.
Participó en dos Juegos Olímpicos de Verano, en los años 2016 y 2020, ocupando el sexto lugar en Río de Janeiro 2016, en la prueba por equipos.

## Palmarés internacional
| Campeonato Mundial | Campeonato Mundial | Campeonato Mundial | Campeonato Mundial  |
| Año                | Lugar              | Medalla            | Prueba              |
| ------------------ | ------------------ | ------------------ | ------------------- |
| 2019               | Budapest (Hungría) | Medalla de plata   | Florete individual  |
| Juegos Europeos    |                    |                    |                     |
| Año                | Lugar              | Medalla            | Prueba              |
| 2015               | Bakú (Azerbaiyán)  | Medalla de oro     | Florete por equipos |
| Campeonato Europeo |                    |                    |                     |
| Año                | Lugar              | Medalla            | Prueba              |
| 2010               | Leipzig (Alemania) | Medalla de bronce  | Florete por equipos |
| 2013               | Zagreb (Croacia)   | Medalla de bronce  | Florete por equipos |
| 2016               | Toruń (Polonia)    | Medalla de bronce  | Florete por equipos |